# Theorie der Aufrechterhaltung der Selbstbewertung
Die Theorie der Aufrechterhaltung der Selbstbewertung (engl. self-evaluation maintenance model) ist eine von Abraham Tesser (1988) entwickelte Theorie, wonach man das individuelle Selbstwertgefühl als das Ergebnis eines dynamischen Prozesses verstehen kann. Die Grundannahme besteht darin, dass Personen bestrebt sind, ihr Selbstwertgefühl zu maximieren (Theorie des Selbst(wert)schutzes und der Selbst(wert)erhöhung).
Das Selbstwertgefühl wird als abhängig von zwei voneinander unabhängig ablaufenden Prozessen angesehen:
- dem Reflexionsprozess,
- dem sozialen Vergleichsprozess.

Der Reflexionsprozess zeigt sich in der individuellen Tendenz, sich mit anderen Personen zu assoziieren, die sich in (Leistungs-)Situationen als erfolgreich gezeigt haben. Er entspricht dem „Basking in reflected glory“. Der soziale Vergleichsprozess bezieht sich auf die Tendenz von Personen, soziale Vergleiche mit anderen durchzuführen (vgl. Theorie des sozialen Vergleichs). Die Stärke beider Prozesse hängt davon ab, ob ein hohes vs. niedriges Leistungsergebnis einer Zielperson vorliegt und ob diese der beurteilenden Person nahesteht („Einheitsbeziehung“ im Sinne von Heider, 1958). Unter Nähe wird eine psychologische „Geschlossenheit“ verstanden, die darin zum Ausdruck kommt, dass die Zielperson z. B. in ihrem Alter, Geschlecht, ihrer Nationalität, ihren Einstellungen, Werten, Hobbys oder ihrem familiären Hintergrund mit der beurteilenden Person übereinstimmt.
Das Auftreten von Reflexionsprozess und sozialem Vergleichsprozess hängt davon ab, inwieweit das von der Zielperson gezeigte Verhalten eine Sphäre betrifft, die für die Person von hoher oder niedriger Relevanz ist. Wenn die Leistungssphäre eine niedrige Relevanz aufweist, wird das Selbstwertgefühl an erster Stelle durch den Reflexionsprozess reguliert. Ist dagegen die Leistungssphäre von hoher Relevanz, wird das Selbstwertgefühl eher durch den sozialen Vergleichsprozess beeinflusst.
Das Modell der Aufrechterhaltung der Selbstbewertung hat z. B. in engen Beziehungen große Bedeutung erhalten, zumal die jeweiligen Partner – um die Qualität der Beziehung nicht zu gefährden – nicht nur ihre eigene Selbstbewertung, sondern auch diejenige ihres Partners/ihrer Partnerin nicht gefährden dürfen. Das Modell der Aufrechterhaltung der Selbstbewertung weist Überschneidungen mit der Theorie des Narzissmus auf (vgl. Tesser, 1991, 1992 sowie Willi, 1975, zum Konzept der „Kollusion“).
Erläuterung: Bei hoher Relevanz (=der soziale Vergleichsprozess erhält relativ zum Reflexionsprozess größeren Einfluss bei der Selbstwertregulation) gilt: Wenn ein befreundeter Studienkollege in dem Spezialgebiet, für das sich auch die beurteilende Person sehr interessiert, eine hervorragende Leistung zeigt, wird die eigene Möglichkeit, „groß herauszukommen“, in Frage gestellt. Die erwartete Reaktion besteht dann darin, das eigene Selbstwertgefühl durch Herabsetzung der Leistung des Studienkollegen zu schützen.
Bei niedriger Relevanz (=der Reflexionsprozess erhält relativ zum sozialen Vergleichsprozess größeren Einfluss bei der Selbstwertregulation) wird erwartet: Wenn ein befreundeter Studienkollege in einem Fach überzeugt, das außerhalb des persönlichen Interesses der beurteilenden Person liegt, wird versucht, das Selbstwertgefühl durch Herstellung einer Verbindung mit dieser erfolgreichen Person zu steigern, indem man die Nähe betont (siehe Tesser, 1988).